# Kanton Corte
Kanton Corte (francouzsky Canton de Corte) je francouzský kanton v departementu Haute-Corse v regionu Korsika. Na základě správní reorganizace z roku 2014 se součástí kantonu Corte, jehož území bylo do té doby totožné s územím stejnojmenné obce, stalo celkem osm obcí: Corte, Casanova, Muracciole, Poggio-di-Venaco, Riventosa, Santo-Pietro-di-Venaco, Venaco a Vivario.